# Efthalia Koutroumanidou
Efthalia «Thalia» Koutroumanidou (Volos, 7 de octubre de 1982) es una jugadora de voleibol de playa griega.

## Biografía
Nació el 7 de octubre de 1982 en Volos. Se graduó en la Facultad de Odontología de Atenas. Mide 1,79 m.

### Carrera en voleibol de playa
Participó por primera vez en un torneo de voleibol playa en 1996 en Lamía, siguiendo las indicaciones de su entrenador Niki Volou. Inmediatamente después participó en un campamento en Schinias, fue seleccionada para las selecciones nacionales de voleibol y jugó partidos internacionales. En 1999 llegó su primera distinción en el deporte del voleibol de playa, donde ella y su compañera Roula Theodorou ganaron la medalla de oro en el Campeonato Europeo Juvenil. En 2001 y 2002,  jugó con Katerina Nikolaidou en varios Abiertos (europeo y mundial) y en dos Grand Slams en Marsella y Klagenfurt. En 2004, obtuvo el segundo puesto en el Campeonato Europeos y el noveno lugar en los Juegos Olímpicos de Atenas 2004 con su compañera Vasilikí Arvaniti. Ese mismo año, cambió de compañera y eligió a María Tsiartsiani. Este dúo tuvo éxito y se volvió bastante competitivo contra la pareja formada por su excompañera Arvaniti con Vasilikí Karantasiu. De hecho, en 2005 Thalia y María obtuvieron el noveno lugar en el Campeonato Mundial en Berlín. Su mejor actuación, sin embargo, fue en los Juegos Olímpicos de Pekín 2008, cuando obtuvieron el noveno lugar jugando un partido contra las chinas Xue Chen/Zhang Xi. Ese mismo año, a pesar de las buenas actuaciones del equipo, Thalia quedó sola, sin compañera, por motivos desconocidos. A pesar de los esfuerzos que hizo por buscar una nueva compañera, se despidió del deporte donde destacó poco después.